# Myrioblephara rubrifusca
Myrioblephara rubrifusca är en fjärilsart som beskrevs av W. Warren 1893. Myrioblephara rubrifusca ingår i släktet Myrioblephara och familjen mätare. Inga underarter finns listade i Catalogue of Life.